# Viola albida
Viola albida Palib. – gatunek roślin z rodziny fiołkowatych (Violaceae). Występuje naturalnie w Rosji (w Kraju Nadmorskim), na Półwyspie Koreańskim, w Chinach (w regionie Dongbei) oraz Japonii. 

## Morfologia
PokrójBezłodygowa Bylina dorastająca do 5–20 cm wysokości, tworząca kłącza.
LiścieBlaszka liściowa ma owalny kształt. Mierzy 2–7 cm długości oraz 1,5–4 cm szerokości, jest karbowana na brzegu, ma sercowatą nasadę i spiczasty wierzchołek. Przylistki są równowąsko lancetowate. Ogonek liściowy jest nagi.
KwiatyPojedyncze, wyrastające z kątów pędów. Mają działki kielicha o podługowato lancetowatym kształcie i dorastające do 16 mm długości. Płatki są odwrotnie jajowate, mają białą barwę oraz 16 mm długości, płatek przedni jest odwrotnie jajowaty, mierzy 22 mm długości, wyposażony w wyprostowaną ostrogę o długości 6 mm.
OwoceTorebki mierzące 9 mm długości, o jajowatym kształcie.

## Biologia i ekologia
Rośnie w lasach i zaroślach. Występuje na wysokości od 300 do 800 m n.p.m.